# Scheich Ibrahim Safavi
Scheich Ibrahim Safavi (* um 1401 in Ardabil; † 1447 ebenda) war der vierte Führer des Safawiyya-Sufi-Ordens und ein bedeutender religiöser und politischer Führer des 15. Jahrhunderts. Während seiner Amtszeit als Oberhaupt der Tekke von Ardabil spielte er eine zentrale Rolle in der Konsolidierung und Ausweitung des Einflusses des Ordens, sowohl spirituell als auch politisch, insbesondere in Regionen wie Aserbaidschan, Anatolien und Georgien.

## Leben und familiärer Hintergrund
Scheich Ibrahim war ein Enkel von Safiy ad-Din Ardabili, dem Gründer des Safawiyya-Ordens. Nach dem Tod seines Vaters Hodscha Ali im Jahr 1429 übernahm er die Leitung der Tekke von Ardabil. Seine Mutter, Qadəm Khanum, war eine Nachfahrin des Dschalayiriden-Herrschers Scheich Hüseyin und stammte aus einer Familie mit mystischer Tradition. Zu seinen engsten Verwandten zählten sein Bruder Scheich Dschafar und sein Sohn Scheich Dschüneyd.

### Amtszeit und Einfluss
Während seiner Führung (1429–1447) entwickelte sich die Tekke von Ardabil zu einem bedeutenden religiösen und politischen Zentrum. Ibrahim pflegte diplomatische Beziehungen zu den Herrschern der Karakoyunlu und den Timuriden, nahm an Feldzügen nach Georgien teil und spielte eine aktive Rolle bei gesellschaftlichen und wirtschaftlichen Regelungen in der Region.
Scheich Ibrahim verfügte über beträchtliche materielle Ressourcen, die auf ein großes Netz von Ländereien und Stiftungen zurückgingen. Ein Inventar aus dem Jahr 1447 dokumentiert, dass er seinen Kindern 28 Dörfer, 3 Gärten und 2 Häuser vererbte. Diese Besitztümer befanden sich in und um Ardabil sowie in Städten wie Täbris, Shabestar und Lankaran.

### Beiträge zur Tekke von Ardabil
In seiner Amtszeit erlebte die Tekke von Ardabil einen deutlichen Aufschwung. Durch seine Halifen trieb er die Expansion des Ordens in Anatolien voran. Er entwickelte erste Ansätze für einen kämpferisch-messianischen Missionsstil, der später unter seinem Sohn Scheich Dschüneyd und Enkel Şah Haydar weiterverfolgt wurde.

### Tod und Nachfolge
Scheich Ibrahim verstarb 1447 an einer plötzlichen Krankheit und wurde im Schrein von Scheich Safiy ad-Din in Ardabil beigesetzt. Nach seinem Tod kam es zu Machtkämpfen zwischen seinem Bruder Scheich Dschafar und seinem Sohn Scheich Dschüneyd. Diese Auseinandersetzungen ebneten den Weg für den Übergang des Ordens von einer spirituellen Bewegung hin zu einer politischen Kraft.

## Vermächtnis
Obwohl keine schriftlichen Werke von Scheich Ibrahim überliefert sind, gelten seine ideologischen Impulse und seine strategische Weitsicht als maßgeblich für die spätere Transformation des Safawiyya-Ordens in ein alevitisches Reich unter Schah Ismail I.